# Liste der Biografien/Jep
Liste der Biografien |
Portal Biografien |
Personensuche
# |
A |
B |
C |
D |
E |
F |
G |
H |
I |
J |
K |
L |
M |
N |
O |
P |
Q |
R |
S |
T |
U |
V |
W |
X |
Y |
Z |
?
 
Ja |
Jb |
Jd |
Je |
Jh |
Ji |
Jj |
Jl |
Jn |
Jm |
Jo |
Jp |
Jr |
Js |
Jt |
Ju |
Jv |
Jw |
Jy
 
Jea |
Jeb |
Jec |
Jed |
Jee |
Jef |
Jeg |
Jeh |
Jei |
Jej |
Jek |
Jel |
Jem |
Jen |
Jeo |
Jep |
Jeq |
Jer |
Jes |
Jet |
Jeu |
Jev |
Jew |
Jex |
Jey |
Jez
Die Liste der Biografien führt alle Personen auf, die in der deutschsprachigen Wikipedia einen Artikel haben. Dieses ist eine Teilliste mit 53 Einträgen von Personen, deren Namen mit den Buchstaben „Jep“ beginnt.

## Jep

### Jepa
- Jepantschinzew, Wadim Sergejewitsch (* 1976), russischer Eishockeyspieler und -trainer
- Jeparov, Server (* 1982), usbekischer Fußballspieler

### Jepc
- Jepchirchir, Peres (* 1993), kenianische Langstreckenläuferin
- Jepchumba, Violah (* 1990), bahrainische Langstreckenläuferin

### Jeph
- Jephson, Arthur (1859–1908), britischer Afrikaforscher und Abenteurer
- Jephza (* 1990), deutscher Rapper

### Jepi
- Jepischin, Andrei Sergejewitsch (* 1981), russischer Leichtathlet
- Jepischin, Wladimir Wiktorowitsch (* 1965), russischer Schachgroßmeister

### Jepk
- Jepkemei, Daisy (* 1996), kasachische Hindernisläuferin kenianischer Herkunft
- Jepkemoi, Winnie (* 1993), kenianische Langstreckenläuferin
- Jepkesho, Visiline (* 1989), kenianische Langstreckenläuferin
- Jepkoech, Monica (* 1983), kenianische Langstreckenläuferin
- Jepkosgei, Joyciline (* 1993), kenianische Langstreckenläuferin
- Jepkosgei, Nelly (* 1991), bahrainische Leichtathletin kenianischer Herkunft

### Jepl
- Jepleting, Nancy (* 2001), kenianische Langstreckenläuferin

### Jepp
- Jeppe, Barbara (1921–1999), südafrikanische Malerin
- Jeppe, Carl (1858–1933), deutschstämmiger Jurist, Geschäftsmann und Politiker in Südafrika
- Jeppe, Julius (1859–1929), südafrikanischer Immobilienunternehmer und Magnat
- Jeppe, Karen (1876–1935), dänische evangelische Missionarin und Retterin von Armeniern in Urfa und Aleppo
- Jeppe, Wilhelm (1900–1978), deutscher SS-Führer
- Jeppesen, Elrey B. (1907–1996), US-amerikanischer Luftfahrtpionier
- Jeppesen, Jane (1927–2017), dänische Schauspielerin
- Jeppesen, Jeppe M. (1944–2009), dänischer Kameramann
- Jeppesen, Jørn (1919–1964), dänischer Schauspieler
- Jeppesen, Knud (1892–1974), dänischer Musikforscher und Komponist
- Jeppesen, Kristian (1924–2014), dänischer Klassischer Archäologe und Bauforscher
- Jeppesen, Lars Krogh (* 1979), dänischer Handballspieler
- Jeppson, Hasse (1925–2013), schwedischer Fußballspieler
- Jeppsson, Christian, schwedischer Pokerspieler
- Jeppsson, Simon (* 1995), schwedischer Handballspieler

### Jepr
- Jeprew, Maxim Sergejewitsch (* 1988), russischer Eishockeyspieler

### Jeps
- Jepsen, Alfred (1900–1979), deutscher lutherischer Theologe und Religionshistoriker
- Jepsen, Allan Kierstein (* 1977), dänischer Fußballspieler
- Jepsen, Asmus (1901–1945), deutscher Marinesoldat und Opfer der nationalsozialistischen Gewaltherrschaft
- Jepsen, Carly Rae (* 1985), kanadische Singer-SongwriterinCarly Rae Jepsen (* 1985)

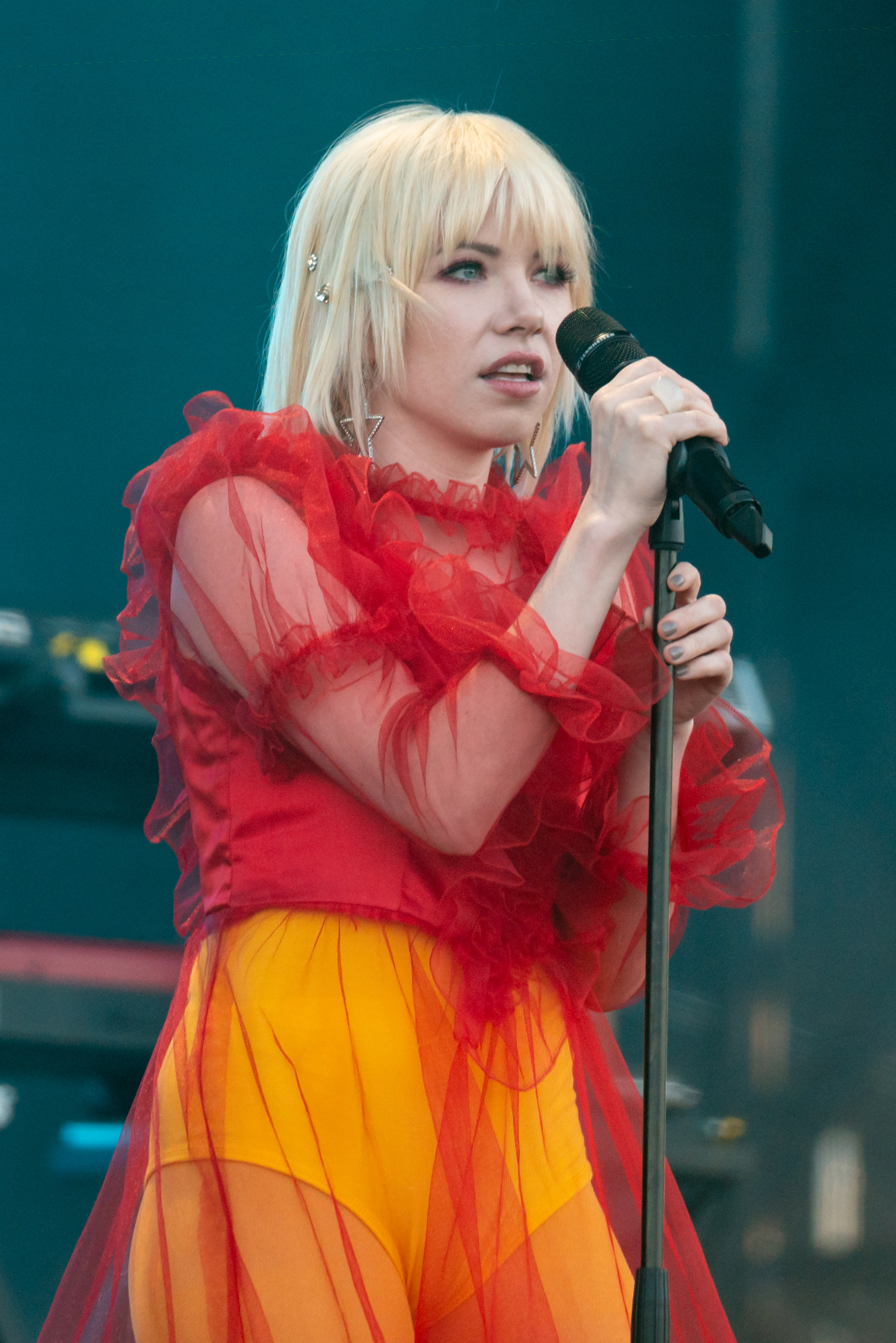
Carly Rae Jepsen (* 1985)

- Jepsen, Conny (1921–1989), dänischer Badmintonspieler
- Jepsen, Erling (* 1956), dänischer Schriftsteller und Dramatiker
- Jepsen, George C. (* 1954), US-amerikanischer Rechtsanwalt und Politiker (Demokratische Partei)
- Jepsen, Glenn Lowell (1903–1974), US-amerikanischer Paläontologe
- Jepsen, Jørgen Grunnet (1927–1981), dänischer Journalist, Jazz-Autor und Diskograph
- Jepsen, Klaus (1936–2005), deutscher Schauspieler und Synchronsprecher
- Jepsen, Lise Lotte (* 2000), dänische Hammerwerferin
- Jepsen, Maria (* 1945), evangelische BischöfinMaria Jepsen (* 1945)

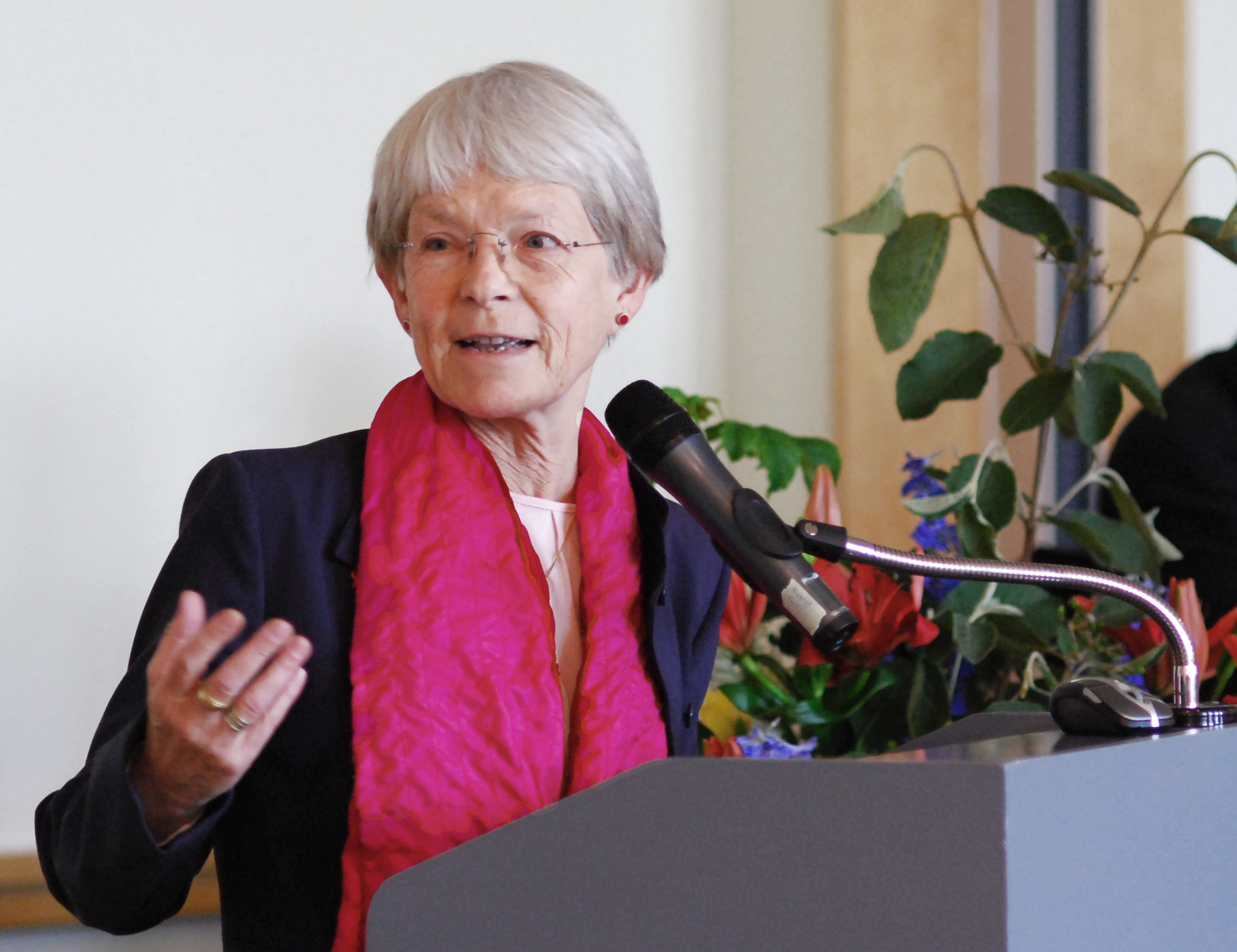
Maria Jepsen (* 1945)

- Jepsen, Mary Lou (* 1965), US-amerikanische Unternehmerin
- Jepsen, Matias Helt (* 1988), dänischer Handballspieler
- Jepsen, Ragnhild (* 1969), norwegische lutherische Bischöfin
- Jepsen, Roger (1928–2020), US-amerikanischer Politiker
- Jepsen, Thomas (* 1973), deutscher Bankkaufmann und Politiker (CDU), MdB
- Jepsen, Trine (* 1977), dänische Sängerin
- Jepsen-Föge, Dieter (* 1944), deutscher Journalist
- Jepson, Selwyn (1899–1989), englischer Schriftsteller
- Jepson, Willis Linn (1867–1946), US-amerikanischer Botaniker

### Jept
- Jeptoo, Priscah (* 1984), kenianische Langstreckenläuferin